# Philippe Ardant
Pour les articles homonymes, voir Ardant.
Philippe Ardant, né le 21 juillet 1929 à Saint-Priest-sous-Aixe (Haute-Vienne) et mort le 6 juin 2007 à Paris, est un professeur de droit français, spécialiste du droit constitutionnel.

## Biographie
Il était un professeur aux facultés de droit des universités de Poitiers, de Beyrouth et Panthéon-Assas.
En 1977, Philippe Ardant était  le cofondateur, avec Olivier Duhamel, de la revue d'études constitutionnelles et politiques Pouvoirs, publiée tout d'abord par les Presses universitaires de France, puis par les Éditions du Seuil.
Il était aussi populaire par son œuvre phare dans le droit constitutionnel : le Manuel d'institutions politiques, qui, comme l'affirme Dominique Chagnollaud dans le Festschrift "Mélanges Ardant" en 1999, est "devenu, au fil des rééditions successives, un classique du genre". Il y aborde la théorie générale du droit ainsi que les institutions françaises basées sur les jurisprudences constitutionnelles.
Il a présidé l'Institut du monde arabe de 1980 à 1985.